# Hot FM
Радио Хот ФМ е специализирана радиостанция. Излъчва се само във Враца на честота 93.9 MHz.

## История
Радио Hot FM започва излъчване в музикален формат Hot AC от 2 юли 2003 г. на честотата на Радио Оберон в Пазарджик, от ноември 2004 г. във Враца на честотата на Радио LUX FM и от 14 март 2005 г. ефирно в София, на честотата на Радио Viva FM. На 1 юли 2006 г. излъчването на програма Hot FM на 93.9 MHz в София е прекратено, а на същата честота започва работа друга програма, като в паузите се обявява: „Музикалния лидер на София се завръща“ или „На 93.9 в ефира на Радио Вива в София, слушате програма Хот ФМ“. В края на същата година излъчването за Враца спира, а през март 2007 г. в Пазарджик излъчва предаванията си Радио Фокус - Пазарджик. През 2007 г. на 93.9 MHz в София стартира Радио „Мелъди“.
От 2007 г. радиото излъчва само във Враца на честота 93.9 MHz, като е преформатирано в радио за музика от 80-те и 90-те години.